# Villanova di Camposampiero
Villanova di Camposampiero (velenceiül Viłanova de Canposanpiero) település Olaszországban, Veneto régióban, Padova megyében. Lakosainak száma 6160 fő (2023. január 1.). Villanova di Camposampiero Borgoricco, Santa Maria di Sala, Campodarsego, Pianiga és Vigonza községekkel határos.

## Népesség
A település lakossága az elmúlt években az alábbi módon változott:
| Lakosok száma | 6121 | 6121 | 6160 |
|               | 2017 | 2018 | 2023 |